# Impôt sur le revenu (Nouvelle-Calédonie)
L'impôt sur le revenu (IR) est un impôt direct auquel sont soumis les particuliers en Nouvelle-Calédonie, mais il concerne aussi certaines personnes morales. Cet impôt alimente le budget de la Nouvelle-Calédonie.

## Histoire et textes
L'impôt sur le revenu suit des règles très proches de celles de l'impôt métropolitain correspondant.
Il est institué par une délibération du 11 janvier 1982 de l'Assemblée territoriale, approuvée par l'article 22 de la loi no 82-1152 du 30 décembre 1982 de finances rectificative pour 1983. Depuis le 1er janvier 1986, comme le prévoit l'ordonnance no 85-1187 du 13 novembre 1985, l'impôt est perçu pour le budget du territoire.
Les règles relatives à l'impôt figurent désormais dans le code des impôts de la Nouvelle-Calédonie. Elles sont maintenant actualisées par des lois du pays votées conformément au statut du pays fixé par la loi organique relative à la Nouvelle-Calédonie (loi organique no 99-209 du 19 mars 1999).

## Champ d'application de l'IR

### Personnes imposables
En principe, seules les personnes physiques sont imposables au titre de l'IR, mais, du fait du cas particulier des sociétés de personnes, dans certains cas, les bénéfices de sociétés sont imposables à l'IR (c'est le cas, par exemple, des sociétés civiles). En effet, en droit fiscal français, les sociétés de personnes n'ont pas de personnalité fiscale propre, distincte de celle des associés. Par conséquent, les bénéfices de la société sont imposés au nom de chaque associé, au prorata de sa participation dans la société. Toutefois cette règle n'est pas absolue : dans certains cas les associés d'une société peuvent opter à la place du régime dit de transparence pour un régime dit opaque et donc de faire imposer la société à l'impôt sur les sociétés et activités métallurgiques et minières.
L'imposition à l'IR ne prend pas en compte le contribuable en tant qu'individu, mais le foyer fiscal en vertu de l'article Lp.52 du code des impôts.
Le législateur a prévu qu'étaient automatiquement exonérées d'IR les agents diplomatiques et consulaires résidant en Nouvelle-Calédonie sous condition de réciprocité.

### Territorialité

#### Domiciliation fiscale
Selon l'article 48 du code des impôts, les personnes ont leur domicile fiscal situé en Nouvelle-Calédonie dès qu'un des trois critères alternatifs suivants est rempli :  
- critère personnel : il s'applique si le contribuable a en Nouvelle-Calédonie son foyer (résidence principale permanente) ou son lieu de séjour principal (lieu où il séjourne plus de six mois au cours d'une année, même à l'hôtel).
- critère professionnel : il s'applique quand le contribuable exerce en Nouvelle-Calédonie une activité professionnelle non accessoire.
- critère économique : il s'applique au contribuable qui a en Nouvelle-Calédonie le centre de ses intérêts économiques ; cette notion est bien plus large que la précédente puisqu'il suffit que les principaux investissements ou placements soient effectués en Nouvelle-Calédonie pour que le contribuable soit imposé à l'IR sur ceux-ci.

Dans l'établissement du domicile fiscal en Nouvelle-Calédonie, le raisonnement doit être suivi pour chaque personne du foyer fiscal, la réponse pouvant être différente pour chacun des déclarants, dans le cas d'un couple mixte par exemple.
Selon le même article, les agents de l'État exerçant leurs fonctions à l'étranger et non soumis dans ce pays à un impôt personnel sur l'ensemble de leurs revenus conservent leur domicile fiscal en Nouvelle-Calédonie.
Si le domicile fiscal est établi en Nouvelle-Calédonie, selon l'article 47, cette situation entraîne une obligation fiscale illimitée, c'est-à-dire que doit être déclaré l'ensemble de ses revenus de sources néo-calédonienne et de source extérieure au territoire.
Inversement, si le domicile fiscal est à l'étranger, le contribuable n'est soumis qu'à une obligation fiscale limitée, c'est-à-dire à déclarer seulement ses revenus de source néo-calédonienne.

#### Effet des conventions
La convention fiscale franco-calédonienne modifiée des 31 mars et 5 mai 1983 et les conventions fiscales internationales apportent des tempéraments aux principes de domiciliation fiscale et permettent d'éviter les doubles impositions comme les défauts d'imposition.

## Revenu imposable
Le revenu imposable est par principe le revenu global net et annuel d'un foyer fiscal. Mais dans certains cas des aménagements ont été prévus :
- dans le cas où le revenu du foyer fiscal n'est composé que de bénéfices industriels et commerciaux, une dérogation existe et l'imposition se déroule sur un exercice comptable et non sur l'année civile ;
- dans le cas du décès d'un des deux époux, le foyer fiscal est imposé dans son ensemble jusqu'au décès et le survivant distinctement pour la période allant du décès à la fin de l'année civile. Ainsi, le survivant devra faire deux déclarations pour la même année.

L'art. Lp.54 du code des impôts indique que le revenu imposable est celui que le contribuable a réalisé ou dont il a disposé durant l'année d'imposition. Ainsi, si un salarié reçoit un chèque le 29 décembre et qu'il ne l'a pas encaissé au 31 décembre, il sera tout de même imposé sur son montant au titre de l'année où il a reçu le chèque (et non pas au titre de celle à laquelle il a encaissé le chèque). Cependant si le paiement du salaire est effectué par virement et que le virement n'est pas effectué avant le 31 décembre, mais par exemple le 1er ou 2 janvier, alors ce montant sera imposé au titre de l'année suivante. Réciproquement, un propriétaire qui perçoit des loyers tardifs ne les déclarera que pour l'année au cours de laquelle il les a reçus, même s'ils concernent une ou plusieurs années antérieures.
Le revenu net global imposable (RNGI) est déterminé comme suit :
Calcul des revenus catégoriels nets (six catégories de revenus catégoriels) :
- les traitements, salaires, indemnités, pensions et rentes viagères ;
- les bénéfices industriels et commerciaux (BIC) ;
- les bénéfices non commerciaux (BNC) ;
- les bénéfices agricoles (BA) ;
- les revenus fonciers ;
- les revenus de capitaux mobiliers.

Leur somme algébrique (certaines catégories de revenus peuvent se solder, sous certaines conditions, par un déficit catégoriel) donne le revenu brut (RB). De ce revenu brut, on déduit les éventuels déficits globaux des années précédentes (cas d'un artisan ayant par exemple réalisé une perte sur une année) pour aboutir au revenu brut global (RBG).
Du RBG, on soustrait les charges déductibles pour obtenir le revenu net global (RNG).
Les charges déductibles sont les suivantes. Les articles 128 et suivants du code des impôts énumèrent limitativement une série de dépenses pouvant être déduites :
- Souscriptions en numéraire au capital de certaines sociétés ;
- Intérêts d'emprunts sur les dix premières annuités (ou les vingt premières dans certaines conditions) pour l'acquisition de la résidence principale ou du terrain destiné à sa construction ;
- Pensions alimentaires, prestations compensatoires, contributions aux charges du mariage : les règles diffèrent selon qu'elles sont versées à des ascendants/descendants ou entre époux divorcés.
  - Frais d'accueil des personnes âgées de plus de 75 ans :

Sont déductibles les avantages en nature consentis sans contrepartie par un contribuable accueillant sous son toit une personne âgée de plus de 75 ans envers laquelle il n'a aucune obligation alimentaire et dont les revenus imposables ne dépassent pas le plafond de ressource donnant droit à l'allocation supplémentaire du fonds national de solidarité. La déduction est tout de même limitée et est fixée par une évaluation forfaitaire prévue par la loi.
- Versements volontaires à certains organes de retraite complémentaire ;
- Certaines primes d'assurance-vie ;
- Une partie des dépenses en matière de services à la personne ;
- Des dépenses relatives à l'amélioration de l'habitation ;
- Sous certaines limites, les frais de conservation des monuments historiques ;
- Les dépenses de garde de jeunes enfants, uniquement en déduction des salaires ou des revenus classés dans la catégorie des BIC ;
- Les frais d'internat et de déplacement interurbain, dans la limite de 200 000 F.

Du RNG, on soustrait les abattements (pour enfants à charge ayant fondé un foyer distinct, pour personnes âgées et invalides), afin d'obtenir le revenu net global imposable (RNGI), qui sert au calcul de l'impôt brut.
Classification des différents revenus
L'IR impose l'ensemble des revenus d'un foyer fiscal, mais ces revenus sont classés en six catégories. Le revenu global net est en fait la somme des revenus catégoriels nets. En effet, chaque catégorie de revenus ne bénéficie pas des mêmes avantages ou règles que les autres.

### Les traitements, salaires, pensions et rentes viagères
Bien que faisant partie de la même catégorie, ces différentes sortes de revenu ne répondent pas exactement aux mêmes règles.

#### Traitements et salaires imposables
Deux critères alterntifs permettent de déterminer si un revenu fait ou non partie de cette catégorie :
- le premier critère est que la rémunération soit versée à une personne placée dans un état de subordination vis-à-vis de son employeur. Cela permet notamment de considérer que les rémunérations perçues par un médecin dans le cadre de vacations dans un hôpital font partie de cette catégorie ;
- le deuxième critère fait entrer dans cette catégorie des revenus sans rechercher le lien de subordination, simplement parce que ces rémunérations sont réputées telles par les lois fiscales. Cela concerne en particulier le cas des dirigeants de sociétés de capitaux (PDG par exemple), les agents d'assurances ou les fonctionnaires (qui n'ont pas de contrat de travail). Les lois fiscales précisent aussi que les droits d'auteur en font partie.

La qualification d'un revenu dans cette catégorie s'étend aussi aux revenus accessoires à celui-ci : ainsi dans le cas d'un serveur, ses pourboires seront considérés comme son salaire. Il en est de même pour les primes. Cela entraîne aussi la qualification des revenus principaux comme accessoires, quelle que soit leur forme ; les avantages en nature (logement de fonction, voiture de fonction…) sont eux aussi pris en compte dans cette catégorie. Certains revenus de substitution, tel les indemnités de chômage, sont eux aussi considérés comme des traitements et salaires. En revanche, si ce sont des revenus de substitution en vertu d'un préjudice subi (accident du travail, par exemple), ceux-ci ne sont pas considérés comme traitements et salaires (voir infra).
Le principe est que le montant des traitements et salaires imposables est le montant annuel des sommes reçues à ce titre, déduction faite des frais professionnels. Le montant de la rémunération annuelle à prendre en compte est le salaire brut moins les cotisations sociales obligatoires ; les cotisations à une mutuelle ne sont donc pas déductibles. Pour la grande majorité des salariés le montant imposable vaut donc : traitement net + réintégration des retenues non déductibles (assurance par exemple) - diminution des indemnités non imposables (transport par exemple).
De plus, une déduction des frais professionnels est prévue. Celle-ci peut être soit :
- forfaitaire : l'abattement est de 10 % (avec toutefois un minimum de 50 000 F et un maximum de 800 000 F)
- fondée sur les frais réels : chaque contribuable peut opter si cela lui est plus avantageux pour la déduction de ses frais réels (justificatifs à fournir à l'administration fiscale). L'option pour les frais réels n'est pas cumulable avec la déduction forfaitaire. De plus cette disposition s'applique à tous les salaires de l'année, le contribuable ne peut pas choisir, dans le cas où il aurait eu deux employeurs, qu'un salaire profitera de la déduction forfaitaire et l'autre du mécanisme des frais réels. Ne sont déductibles dans cette option que les frais inhérents à la fonction ou à l'emploi du contribuable. Il faut bien entendu des justificatifs de toutes les dépenses à déduire. Chaque membre du foyer fiscal peut opter, indépendamment d'un autre membre, pour les frais réels ou non. Le contribuable optant pour la télédéclaration n'est pas tenu de produire les justificatifs de frais réels, sauf demande expresse de l'administration.

En cas d'option pour les frais réels, le contribuable devra réintégrer à ses salaires les montants des allocations correspondantes payées par son employeur (exemple : frais de déplacement).

#### Rémunérations de dirigeants de sociétés
Ce type de revenus concerne essentiellement les rémunérations des dirigeants de société ne pouvant être considérés comme des salariés de celle-ci : il s'agit donc des dirigeants possédant une part prépondérante de l'entreprise qu'ils dirigent. Ce cas est très fréquent avec les gérants majoritaires dans les SARL. Ne sont compris dans cette catégorie que les rémunérations allouées au titre de la gestion ou de la direction de l'entreprise mais en aucun cas les dividendes perçus sur les bénéfices.
Est imposable la rémunération annuelle perçue par le dirigeant dans l'exercice de ses fonctions. Comme pour les salaires, le choix existe entre deux systèmes d'évaluation des frais, l'un forfaitaire de 10 % ou celui des frais réels.

#### Pensions et rentes viagères
- Pensions : entrent dans cette catégorie les pensions de retraite ainsi que les pensions alimentaires légales.

Elles bénéficient d'un abattement de 10 % qui ne peut excéder 550 000 F.
- Rente viagère à titre onéreux (par exemple, les ventes d'immeuble en viager) : ces rentes ne sont imposables que sur une partie de leur montant annuel, étant donné qu'une partie de cette rente est censée représenter un capital (exemple : le prix de vente de l'immeuble). Plus clairement, seule la fraction de revenu correspondant aux intérêts est imposable et cette fraction imposable ne peut bénéficier en revanche d'aucune déduction ni abattement. Cette fraction imposable est déterminée une fois pour toutes en fonction de l'âge du crédirentier lors de l'entrée en jouissance de la rente :
  - 70 % si, à la date considérée, il était âgé de moins de 50 ans ;
  - 50 % s'il était âgé de 50 à 59 ans inclus ;
  - 40 % s'il était âgé de 60 à 69 ans inclus ;
  - 30 % s'il était âgé de plus de 69 ans et trois mois (c'est-à-dire de 70 ans révolus[Code 3]).

#### Revenus exonérés
Certains revenus qui pourraient entrer dans cette catégorie sont exonérés comme : 
- Prestations familiales ;
- Certaines prestations sociales ;
- Certaines allocations liées au chômage ;
- Les pensions militaires d'invalidité et des victimes de la guerre ;
- Les salaires de certains apprentis.

### Bénéfices industriels et commerciaux (BIC)
Ce sont les revenus tirés d'une activité indépendante ayant une nature soit industrielle, soit commerciale ou même artisanale. Il est par ailleurs précisé que la location de biens meublés est considérée comme du BIC prestation de service par disposition expresse de la loi. L'indépendance et la nature de l'activité sont tout aussi importantes, mais en revanche ne sont pas concernés uniquement les bénéfices des entreprises individuelles ; les bénéfices des sociétés de personnes sont eux aussi concernés. Dans le cas des sociétés de personnes, les bénéfices sont imposés au nom de chaque associé au prorata de sa participation dans la société. Cependant, les sociétés de personnes, hors activités minières, peuvent choisir d'être imposées à l'impôt sur les sociétés et activités métallurgiques ou minières, auquel cas leurs bénéfices ne rentrent plus dans cette catégorie.
Les BIC sont pris en compte dans le cadre d'un exercice comptable et non de l'année civile.

#### Détermination du bénéfice imposable
La fiscalité des BIC s'inspire de celle de l'impôt sur les sociétés et activités métallurgiques ou minières quant aux modalités de calcul des bénéfices et des charges de l'activité.

Le système fiscal prévoit différents régimes d'imposition des BIC, mais la législation est en train d'évoluer.
Il existe :  
- un régime du forfait, où le bénéfice imposable est fixé forfaitairement pour les entreprises et activités dont le chiffre d'affaires ne dépasse pas certaines limites ;
- un régime du bénéfice réel, dans lequel le contribuable doit tenir sa comptabilité tant des recettes que des dépenses, le bénéfice ou le déficit étant déterminé d'après les résultats réels ;
- des régimes réels simplifiés et, dans l'avenir, un régime réel dit « super-simplifié ».

### Bénéfices non commerciaux (BNC)
Les « bénéfices non commerciaux » (BNC) sont une catégorie dans laquelle rentrent principalement les revenus tirés d'une activité libérale. Il en est ainsi des métiers pour lesquels une charge est nécessaire : médecin, architecte... L'article 99 du code des impôts assimile à des BNC les profits provenant de « toutes occupations, exploitations lucratives et sources de profit ne se rattachant pas à une autre catégorie de bénéfices ou de revenus ». Enfin le code des impôts précise spécifiquement que les sous-locations (de logements vides ou meublés) sont des BNC.
Au sein des bénéfices non commerciaux, on distingue deux types de régimes :
- le régime du bénéfice réel simplifié : il s'applique en général lorsque les recettes (y compris toutes rémunérations accessoires) excèdent 7 500 000 F, ou que le contribuable souhaite y adhérer.
- Le régime du forfait : il s'applique en général lorsque les recettes n'excèdent pas 7 500 000 F[Code 7], sauf si le contribuable opte, sous certaines conditions, pour le régime du bénéfice réel simplifié. Le bénéfice est alors déterminé forfaitairement aux deux tiers des recettes.

#### Détermination du bénéfice imposable
Dans le régime du bénéfice réel simplifié, c'est le bénéfice net de l'année : il est obtenu en soustrayant des recettes de l'année les charges relatives à l'exercice de l'activité. Les charges déductibles sont sensiblement les mêmes que pour les BIC. Une des différences avec les BIC est que pour les BNC l'année à prendre en compte est l'année civile. Pour les BNC le choix est offert aux contribuables entre le régime des créances acquises et dettes certaines ou le régime du revenu salarial dans lequel ce qui est à prendre en compte est le revenu dont le contribuable a eu la disposition.

### Bénéfices agricoles
Sont compris dans cette catégorie les revenus tirés d'une activité individuelle de biens ruraux (exploitation agricole, forestière ou d'une activité d'élevage), par un exploitant individuel propriétaire ou locataire.

#### Détermination du bénéfice
L'évaluation de celui-ci varie selon chacune des deux modalités proposées.
- L'évaluation forfaitaire prévoit que le bénéfice est évalué forfaitairement au sixième du chiffre d'affaires.
- L'autre régime, qui peut être choisi sur option, est celui de l'évaluation du bénéfice réel simplifié : ce système est proche du bénéfice réel simplifié appliqué aux BIC.

### Revenus fonciers
Cette catégorie comprend les revenus tirés de la location d'un bien immobilier (bâti ou non) par un propriétaire dans le cadre d'une gestion privée (ce qui exclut les revenus locatifs des marchands de biens). Les revenus locatifs d'immeubles meublés n'entrent pas dans cette catégorie car ils sont considérés comme des BIC par une disposition expresse de la loi.

#### Détermination du revenu foncier imposable
Le revenu imposable (bénéfice foncier ou déficit foncier) correspond aux recettes de l'année civile (ou loyers) auxquelles il faut retrancher les dépenses effectivement supportées (ou réellement payées dans la même année): intérêts d'emprunt, frais de gérance, assurance, charges incombant au propriétaire, contribution foncière, travaux, correspondance, honoraires d'avocats, d'huissier, charges de copropriété…
Les revenus des logements loués nus construits jusqu'au 31 décembre 2021 à Nouméa, Dumbéa et Mont-Dore, ceux construits jusqu'au 31 décembre 2015 à Païta sont exonérés de moitié pendant dix ans. Dans les autres communes, les revenus sont totalement exonérés pendant la même durée.

### Revenus mobiliers
Cette partie recouvre les revenus issus de valeurs mobilières. Cela reprend notamment les bénéfices et parts de capital distribués par des sociétés, quand les revenus en question n'ont pas été déjà soumis à l'impôt sur les sociétés.
Les intérêts des placements à revenus fixes (ex. obligations, compte rémunéré, prêts entre personnes…) sont imposés pour leur montant réel.
Les revenus des placements à revenus variable (ex. dividendes d'action) réputé risqués, bénéficient d'une déduction de 40 %.

## Liquidation de l'impôt
Il faut comprendre par « liquidation de l'impôt » le calcul de l'impôt dû par les contribuables. Celui-ci se passe en deux temps : le calcul de l'impôt brut, via la détermination du quotient familial et l'application d'un barème, puis le calcul de l'impôt net.
Le revenu imposable est divisé en un certain nombre de parts selon la situation familiale. Le revenu correspondant à une part est taxé sur le barème progressif en vigueur. La cotisation ainsi obtenu est ensuite multipliée par le nombre de parts.

### Détermination du nombre de parts
Pour que l'IR puisse prendre en compte la situation de chaque foyer fiscal, le système dit du quotient familial attribue un nombre de parts à chaque foyer en fonction de la situation :
- Part(s) de base : 
  - célibataire, divorcé, séparé, veuf sans personne à charge : 1 part.
  - contribuables mariés ou liés par un PACS sans personne à charge : 2 parts.
  - veuf ayant au moins une personne à charge : 1,5 part.
- Part(s) supplémentaire(s) : 
  - 1 part supplémentaire pour un enfant à charge atteint de handicap
  - 1 part supplémentaire pour tout enfant poursuivant ses études en-dehors de la Nouvelle Calédonie
  - une demi-part pour chaque enfant ne relevant d'aucun des deux cas précédents
  - une demi-part pour un ascendant à charge.

Pour les parents séparés imposés distinctement, celui qui a la charge des enfants est traité comme un célibataire avec enfants à charge. Les enfants en résidence alternée donnent droit à ¼ de part pour chaque parent.
Par ailleurs, un veuf ayant des enfants à charge n'est pas considéré comme tel si les enfants en question ne sont pas issus de l'union avec la personne dont il est veuf.
Les personnes à charge exclusive sont les enfants mineurs non en résidence alternée, majeurs rattachés (âgés de moins de 18 ans ou de moins de 25 ans s'ils sont au chômage, 25 voire 27 ans s'ils sont étudiants), infirmes, ou les ascendants bénéficiaires de l'aide aux personnes âgées, vivant sous le toit du contribuable. 
Il est encore prévu un certain nombre de situations donnant droit à une demi-part supplémentaire : 
- A) contribuable de plus de 70 ans et titulaire de la carte de combattant (quelle que soit sa situation: marié, pacsé, séparé, divorcé, célibataire ou veuf) :
  - ½ part supplémentaire. La veuve de l'ancien combattant conserve la ½ part due au statut d'ancien combattant de feu son époux (soit 1,5 part) si elle est âgée elle-même de plus de 70 ans.
- B) contribuable reconnu invalide à 40% ou plus soit au titre des pensions militaires d'invalidité ou des victimes de la guerre, soit au titre des accidents du travail.
- C) contribuable reconnu invalide à 50% ou plus dans les autres cas : ½ part

En outre :
- chaque personne titulaire de la carte d'invalidité (80 % au moins) a droit à :
  - ½ part supplémentaire par personne dans les cas « A », « B » et « C » Les demi-parts peuvent se cumuler si plusieurs personnes sont titulaires de la carte d'invalidité.

Le contribuable qui accueille sous son toit un enfant pendant toute sa scolarité bénéficie d'un abattement sur son revenu de 406 000 F, abattant s'élevant à 540 000 F si l'enfant est reconnu handicapé.

### Calcul du quotient familial et de l'impôt
Une fois le nombre de parts du foyer fiscal et le revenu imposable déterminés, on calcule le quotient familial : QF = (revenu imposable du foyer ÷ parts).

Ce quotient permet de déterminer l'impôt brut en appliquant un barème. Ensuite des corrections sont appliquées dans un ordre précis : le plafonnement du quotient familial (hausse du montant dû), la décote, les réductions d'impôt et les crédits d'impôt (réduction du montant dû). Ceci amène à l'impôt net.

#### Impôt sur les revenus soumis au barème (impôt brut)
Les revenus imposables sont découpés en tranches, chacune d'entre elles ayant un taux d'imposition différent. Le calcul est effectué de la manière suivante : (revenu imposable du foyer x Taux) - montant forfaitaire correspondant x nombre de parts du foyer).
| Tranche                      | Barème |
| ---------------------------- | ------ |
| Jusqu'à 1 000 000 F          | 0      |
| De 1 000 000 F à 1 800 000 F | 4 %    |
| De 1 800 000 F à 3 000 000 F | 12 %   |
| De 3 000 000 F à 4 500 000 F | 25 %   |
| Au-delà de 4 500 000 F       | 40 %   |

#### Plafonnement du quotient familial
C'est le seul mécanisme qui peut faire revoir l'impôt dû à la hausse par rapport au calcul précédent. La réduction d'impôt est plafonnée à 300 000 F pour chaque part liée aux personnes à charge, par rapport à ce que paierait un ménage sans personne à charge (célibataire ou mariés selon la situation).

### Calcul de l'impôt net
L'impôt net est le résultat obtenu après la déduction d'éventuelles réductions d'impôts. Plusieurs réductions et un crédit d'impôt s'appliquent en Nouvelle-Calédonie.

#### Les réductions d'impôt
Le montant de l'impôt final est diminué des réductions d'impôts accordées par de nombreux dispositifs. Le contribuable ne bénéficie d'aucune restitution quand le montant des réductions d'impôt auxquelles il a droit dépasse le montant de son impôt.
Des réductions d'impôt sont prévues pour les contribuables dont le revenu brut global du foyer fiscal ne dépasse pas un certain montant, correspondant, pour la première part, à 6 100 000 F. Elles jouent un rôle similaire à la décote appliquée dans l'impôt « métropolitain ».
Afin de soutenir la construction de logements, un nouveau logement bâti entre 2013 et 2018 donne lieu à une réduction d'impôt pendant six ans à condition qu'il soit pendant cette période soit occupé par le foyer fiscal dans une démarche d'accession à la propriété, soit mis en location auprès de publics modestes.

Une réduction d'impôt est également consentie aux contribuables qui effectuent des dons en faveur d'associations.

#### Le crédit d'impôt
Un crédit d'impôt est consenti en compensation de la redevance de droits d'auteur auprès de la société de gestion locale (SACENC).
Pour les contribuables concernés, le montant de l'impôt final est diminué du crédit d'impôts mentionné ci-dessus. Il bénéficie d'une restitution lorsque le crédit d'impôt est supérieur au montant de l'impôt qu'il doit payer, diminué des réductions d'impôt.

## L'impôt en pratique: déclaration et recouvrement

### Obligation de déclarations
L'IR est établi sous le mode déclaratif. Les contribuables sont donc tenus de souscrire chaque année une déclaration des éléments permettant le calcul de l'impôt. Celle-ci peut s'effectuer au moyen de formulaires imprimés, mais les contribuables sont encouragés à la souscrire par voie électronique.

### Recouvrement de l'impôt
Le recouvrement donne lieu à l'émission d'un avis d'imposition. Cet avis indique au contribuable la somme due à la Nouvelle-Calédonie ainsi que la date à partir de laquelle elle est exigible et la date limite pour effectuer le versement. Si cette date est dépassée, cela donnera lieu à une majoration de 10 % de l'impôt.
Dans les autres cas, tout contribuable ayant réglé l'impôt sur le revenu l'année précédente doit payer en plusieurs fois :
- soit par tiers provisionnels. Le contribuable verse deux acomptes : l'un au 31 mars et l'autre au 15 juillet. Ces acomptes sont égaux à un tiers de l'impôt payé l'année précédente[Code 10]. L'ajustement entre intervient lors du dernier versement en septembre, appelé solde.
- soit par mensualisation. Chaque mois le contribuable verse un acompte égal à 1/10e de l'impôt dû l'année précédente. À partir du mois suivant la connaissance du montant de l'impôt de l'année, les mensualités suivantes sont recalculées, avec étalement possible jusqu'en décembre en cas de hausse par rapport à l'année précédente. Le contribuable lui-même peut demander une révision à la hausse ou à la baisse de ses mensualités (dans ce dernier cas, une erreur d'au plus 10 % est tolérée par rapport au montant réellement dû).

De fait l'impôt n'est réglé en une seule fois que lors d'une première imposition ou si le contribuable devient imposable en année N et qu'il ne l'était pas (ou l'était pour un montant inférieur au seuil de prélèvement du tiers provisionnel) en N-1.